# Traité de Monteagudo
Le traité de Monteagudo est signé le 29 novembre 1291 à Monteagudo de las Vicarías dans le Royaume de Castille. Les couronnes de Castille et d'Aragon scellent une alliance qui prévoient une assistance réciproque en cas de guerre avec le Royaume numide et émets  un partage des zones d'influence en Afrique du Nord.